# Дебовка
Де́бовка (рос. Дебовка, башк. Дебовка) — присілок у складі Уфимського району Башкортостану, Росія. Входить до складу Таптиковської сільської ради.
Населення — 49 осіб (2010; 50 в 2002).
Національний склад:
- росіяни — 98 %